# أنطوان غلاسر
أنطوان غلاسر (بالفرنسية: Antoine Glaser)‏ هو صحفي فرنسي، ولد في 1947.

## وصلات خارجية
- أنطوان غلاسر على موقع IMDb (الإنجليزية)